# برلمان جنوب إفريقيا
برلمان جنوب أفريقيا هو المجلس التشريعي لجنوب أفريقيا، وحسب الدستور الحالي للبلاد فهو يتألف من الجمعية الوطنية والمجلس الوطني للمقاطعات.
لقد عرف العديد من التحولات كنتيجة للتاريخ المضطرب للبلاد. وفي الفترة من عام 1910 إلى عام 1994، كان يُنتخب فيه من قبل الأقلية البيضاء في جنوب أفريقيا أساساً، قبل إجراء أول انتخابات بالاقتراع العام في عام 1994.

## وصلات خارجية
- الموقع الرسمي
- Site by Houses of Parliament, Parliament Street, Cape Town، على وكالة الموارد التراثية في جنوب أفريقيا